# West Mansfield (Ohio)
West Mansfield es una villa ubicada en el condado de Logan en el estado estadounidense de Ohio. En el Censo de 2010 tenía una población de 682 habitantes y una densidad poblacional de 306,54 personas por km².

## Geografía
West Mansfield se encuentra ubicada en las coordenadas 40°24′5″N 83°32′38″O / 40.40139, -83.54389. Según la Oficina del Censo de los Estados Unidos, West Mansfield tiene una superficie total de 2.22 km², de la cual 2.16 km² corresponden a tierra firme y (2.91%) 0.06 km² es agua.

## Demografía
Según el censo de 2010, había 682 personas residiendo en West Mansfield. La densidad de población era de 306,54 hab./km². De los 682 habitantes, West Mansfield estaba compuesto por el 96.63% blancos, el 0.88% eran afroamericanos, el 0.15% eran amerindios, el 0.15% eran asiáticos, el 0% eran isleños del Pacífico, el 0% eran de otras razas y el 2.2% pertenecían a dos o más razas. Del total de la población el 0.15% eran hispanos o latinos de cualquier raza.